# Picumne olivâtre
Picumnus olivaceus
Espèce
Statut de conservation UICN

 LC  : Préoccupation mineure
Le Picumne olivâtre, Picumnus olivaceus, est une espèce d'oiseaux de la famille des Picidae (sous-famille des Picumninae), dont l'aire de répartition s'étend sur le Guatemala, le Honduras, le Nicaragua, le Costa Rica, le Panamá, la Colombie, le Venezuela, l'Équateur et le Pérou.

## Sous-espèces
D'après la classification de référence (version 5.1, 2015) du Congrès ornithologique international, cette espèce est constituée des sous-espèces suivantes (ordre phylogénique) :
- Picumnus olivaceus dimotus Bangs, 1903 ;
- Picumnus olivaceus flavotinctus Ridgway, 1889 ;
- Picumnus olivaceus olivaceus Lafresnaye, 1845 ;
- Picumnus olivaceus eisenmanni W.H. Phelps Jr & Aveledo, 1966 ;
- Picumnus olivaceus tachirensis W.H. Phelps & Gilliard, 1941 ;
- Picumnus olivaceus harterti Hellmayr, 1909

Pour l'ornithologue Alan P. Peterson, la sous-espèce P. o. malleolus Wetmore, 1966 n'est pas incluse dans P. o. olivaceus comme le propose Winkler et Christie (2002).